# Cletodes reducta
Cletodes reducta is een eenoogkreeftjessoort uit de familie van de Cletodidae. De wetenschappelijke naam van de soort is voor het eerst geldig gepubliceerd in 1982 door Schriever.